# Santo Tomás (Salwador)
Santo Tomás – miasto w Salwadorze, w departamencie San Salvador.